# Петров, Владимир Викторович (гребец)
Влади́мир Ви́кторович Петро́в (род. 27 апреля 1932 года, Москва, СССР) — советский рулевой в академической гребле, бронзовый призёр Олимпийских игр 1956 года в двойках распашных с рулевым, чемпион Европы 1955 года в восьмёрках.
Петров был рулевым советской восьмёрки, которая выиграла золото чемпионата Европы в августе 1955 года в Генте.
На Олимпийских играх 1956 года в Мельбурне Петров был рулевым в двойках распашных в экипаже с украинскими гребцами Игорем Емчуком и Георгием Жилиным. 27 ноября советская команда заняла третье место в финале (8:31,0), уступив гребцам из США (8:26,1) и Объединённой команды Германии (8:29,2). Также Петров был рулевым в экипаже восьмёрок, но советская команда заняла третье место в своём полуфинале после команд США и Австралии и не сумела пробиться в финал.
На чемпионате Европы 1957 года в Дуйсбурге Петров был рулевым в экипаже Емчука и Жилина, с которыми выиграл серебро, уступив команде ФРГ (которая выступала в том же составе, что и на Олимпийских играх 1956 года).